# Wohnhaus Kirchstraße 17
Das Wohnhaus Kirchstraße 17 in Hoya, Kirchstraße, in der Nähe zum Kulturzentrum Martinskirche, wurde im 17./18. Jahrhundert gebaut.
Das Gebäude wird auch aktuell (2022) als Wohnhaus genutzt.
Das Gebäude steht unter Denkmalschutz (siehe auch Liste der Baudenkmale in Hoya).

## Beschreibung
Das eingeschossige giebelständige Gebäude in Fachwerk mit Putzausfachungen und dreifach vorspringendem Giebel, mit Satteldach und mittigem Portal, wurde im 17. oder 18. Jahrhundert als stattliches Bürgerhaus gebaut.